# Claudio Langes
Claudio Langes (Brescia, 1960. július 20.) olasz autóversenyző.

## Pályafutása
1981 és 1985 között különböző nemzeti és nemzetközi Formula–3-as versenyeken indult, majd 1989-ig a nemzetközi Formula–3000-es sorozatban szerepelt.
1990-ben a EuroBrun Racing versenyzője volt a Formula–1-es világbajnokságon. Csapattársával, Roberto Morenoval ellentétben egy futamra sem tudta kvalifikálni magát az évben. Claudio a tizennégy verseny egyikén sem jutott túl, még az előkvalifikáción sem. E tekintetben ő tartja a negatív rekordot a világbajnokságon.

## Eredményei

### Teljes Formula–1-es eredménylistája
(Táblázat értelmezése)

(Félkövér: pole-pozícióból indult; dőlt: leggyorsabb kört futott) 

| Év   | Csapat          | Modell          | Motor   | 1       | 2       | 3       | 4       | 5       | 6       | 7       | 8       | 9       | 10      | 11      | 12      | 13      | 14      | 15  | 16  | Helyezés | Pont |
| ---- | --------------- | --------------- | ------- | ------- | ------- | ------- | ------- | ------- | ------- | ------- | ------- | ------- | ------- | ------- | ------- | ------- | ------- | --- | --- | -------- | ---- |
| 1990 | EuroBrun Racing | EuroBrun ER189  | Judd V8 | USA NeK | BRA NeK |         |         |         |         |         |         |         |         |         |         |         |         |     |     | -        | 0    |
| 1990 | EuroBrun Racing | EuroBrun ER189B | Judd V8 |         |         | SMR NeK | MON NeK | CAN NeK | MEX NeK | FRA NeK | GBR NeK | GER NeK | HUN NeK | BEL NeK | ITA NeK | POR NeK | ESP NeK | JPN | AUS | -        | 0    |